# Гарбук Геннадій Михайлович
Геннадій Михайлович Гарбук (біл. Генадзь Міхайлавіч Гарбук; нар. 24 липня 1934 року, хут. Глибочка, Ушацький район, Вітебська область, Білоруська РСР, СРСР — пом. 7 лютого 2018, Мінськ, Білорусія) — радянський та білоруський актор театру та кіно. Народний артист Білоруської РСР (1980). Лауреат Державної премії СРСР (1984).

## Біографія
Народився 24 липня 1934 року у селі Глибочка Ушацького району Вітебської області. У дитинстві він захворів на малярію, яка в повоєнний час лікувалася хініном . Одна з його побічних дій — короткозорість. У результаті професії, про які мріяв Гарбук, виявилися для нього недосяжними, і він вступив до Білоруського театрально-художнього інституту за спеціальністю «Актор драматичного театру» (курс народного артиста Білоруської РСР Дмитра Орлова).
З 1958 року актор працював у театрі імені Якуба Коласа у Вітебську.
З 1962 року актор Національного академічного театру імені Янки Купали.
Артист продовжував виходити на сцену Купалівського театру до останніх років життя, виконуючи ролі Тихона Протосовицького у «Пінській шляхті» Вінцента Дуніна-Марцинкевича, Євдокима Жигалова у «Весіллі» Антона Чехова, Полковника у постановці «Листопад. Андерсен» за творами Ганса Крістіана Андерсена, того ж Чернушки в «Людях на болоті» та інших персонажів.
Геннадій Гарбук знявся більш ніж у 70 кінострічках та серіалах. Найбільший успіх йому принесла роль Петрока у фільмі Михайла Пташука «Знак біди» за однойменним твором Василя Бикова, за яку артист отримав приз за найкращу чоловічу роль на Міжнародному фестивалі у Загребі. Він знявся також у таких картинах, як «Білі роси», «Чорний замок Ольшанський», «Анастасія Слуцька», «Брестська фортеця», серіалах «Державний кордон» та «На безіменній висоті» та інших.
Помер 7 лютого 2018 року у Мінську. Прощання відбулося 9 лютого у Купалівському театрі. Похований на «Алеї зірок» Східного кладовища.

## Нагороди і премії
- народний артист Білоруської РСР (1980)
- Державна премія СРСР (1984) — за виконання ролі у фільмі «Люди на болоті»
- медаль Франциска Скорини
- Спеціальна премія Президента Республіки Білорусь
- премія «За духовне відродження»
- премія Білоруського союзу театральних діячів «Кришталева Павлинка»

## Творчість

### Роботи у театрі
- «Російські люди» К. М. Симонова — Ільїн[6]
- «Кінець — справі вінець» — Ламор
- «Дивник» — Халід
- «Хто сміється останнім» — Зелкін
- «Палата» — Терьохін
- «Мій бідний Марат» — Леонідик
- «Люди на болоті» —  Василь
- «Костянтин Заслонов» — Костюкевич
- «Блокада» — Дениска
- «На дні» М. Горького — актор
- «Десять діб за кохання» — Грачів
- «Пам'ять серця» — Антоніо Тарочіні
- «Нічне чергування» — Морозов
- «Золота карета» Л. М. Леонова — Березкін
- «Розкидане гніздо» — Симон
- «Таблетка під язик» — Ломтев
- «Старий Новий Рік» М. М. Рощина — Вася
- «Характери» — Андрій Єрін
- «Гроза» Олександра Островського — Тихін Кабанов
- «Свята святих» — Келін Обабій
- «Оптимистична трагедія» Всеволода Вишневського — Сиплий
- «Двері стукають» — Батько
- «Ваня, як ти тут?» — Максим Яріков
- «Поріг» — Андрій Буслай
- «Ревізор» Н. В. Гоголя — Петро Іванович Добчинський
- «Закон вічності» Н. В. Думбадзе — Міліціонер, Дуту
- «Вірочка» — Прокусів
- «Погорельці» — Сілан
- «Рядові» — Дервоїд
- «Берег» Ю. В. Бондарєва — Гранатуров
- «Поминальна молитва» — Лейзер
- «Вежа» — Юрка Козубовський
- «Пристрасті за Авдеєм» — Сват Авдея
- «Плач перепілки» — Микита Драниця
- «Спогади» — Турновський
- «Дзвін — не молитва» — "Холод
- «Павлинка» — Пранцись Пусторевич Криницький
- «Умови диктує жінка» — Він
- «Костюмер» — Джефрі Торнтон
- «Князь Вітовт» — Ремісник
- «Парфен і Олександра» — Парфен
- «Піраміда Хеопса» — Семенів
- «Свої люди - порахуємось» Олександра Островського — Расположенський
- «Чічіков» за Миколою Гоголем — Манілов
- «Симон-Музика» — Дід Курила
- «Маестро» — Іванов, скрипка
- «Вечір» — Гастрит
- «Пінська шляхта» — Протосовицький
- «Не мій» — Кучера

### Фільмографія
1. 1970—1972 — Руїни стріляють… — Микола
2. 1971 — Полонез Огінського — Григорій Іванович, командир партизанського загону
3. 1973 — Теща
4. 1974 — Полум'я — Одинець
5. 1975 — Вовча зграя
6. 1981 — Люди на болоті — батько Ганни
7. 1982 — Розкидане гніздо
8. 1983 — Білі Роси — Андрій Ходас
9. 1983 — Чорний замок Ольшанський — Лопотуха
10. 1983 — Дихання грози
11. 1985 — Третє покоління
12. 1985 — Навчися танцювати
13. 1985 — Мама, я живий — майор Микольський
14. 1986 — Державний кордон. Фільм 5-й: Рік сорок перший — Антось
15. 1986 — Знак біди — Петрок
16. 1986 — Легкий хліб — Антон
17. 1987 — Загадковий спадкоємець — Павло Анісимович Кузовкін
18. 1987 — Циганка Аза
19. 1988 — Багряна трава
20. 1989 — У борі брусниці — Єгоров
21. 1989 — І повториться все… — Серафим
22. 1990 — Рій
23. 1990 — Духів день — Христофоров
24. 1990 — Мати урагану
25. 1991 — Ніч при дорозі
26. 1991 — Сива легенда
27. 1992 — Кооператив «Політбюро», або Буде довгим прощання — Кузьма
28. 1992 — Ванька-встанька
29. 1993 — Тутейшія
30. 1993 — Птахи без гнізд
31. 1995 — На чорних лядах
32. 1996 — Шельма
33. 1996 — З пекла в пекло
34. 1998 — Маленький боєць
35. 2002 — Шукшинські оповідання (новела «Безсумлінні») — Глухов
36. 2003 — На безіменній висоті — господар хутора Марек
37. 2007 — Вороги — дід Степан
38. 2010 — Поп — Микола Торопцев
39. 2010 — Брестська фортеця — Сашка Акімов у старості
40. 2011 — Талаш — Василь Талаш
41. 2011 — Щастя є — Валентин Петрович Гаврилов
42. 2011 — Літо вовків — дід Рамоня
43. 2011 — Німець — дядько Коля, працівник лісопилки
44. 2012 — Джерело щастя — Олександр
45. 2013 — Зимовий вальс — Арсеній Володимирович Михайлов